# U-Bahnhof Friedrich-Ebert-Platz
Der U-Bahnhof Friedrich-Ebert-Platz (Kurzbezeichnung des Betreibers: FE) ist ein Bahnhof der U-Bahn Nürnberg und wurde am 10. Dezember 2011 eröffnet. Er ist 553 Meter vom U-Bahnhof Kaulbachplatz und 534 m vom U-Bahnhof Klinikum Nord entfernt und wird von der Linie U3 bedient. Täglich wird er von rund 13.200 Personen (Mo–Fr, 2019) frequentiert, was rund fünf Millionen Fahrgästen im Jahr entspricht.
Der Platz an der Bucher Straße wurde im Jahre 1954 nach dem ersten Präsidenten der Weimarer Republik und SPD-Vorsitzenden Friedrich Ebert benannt.

## Lage

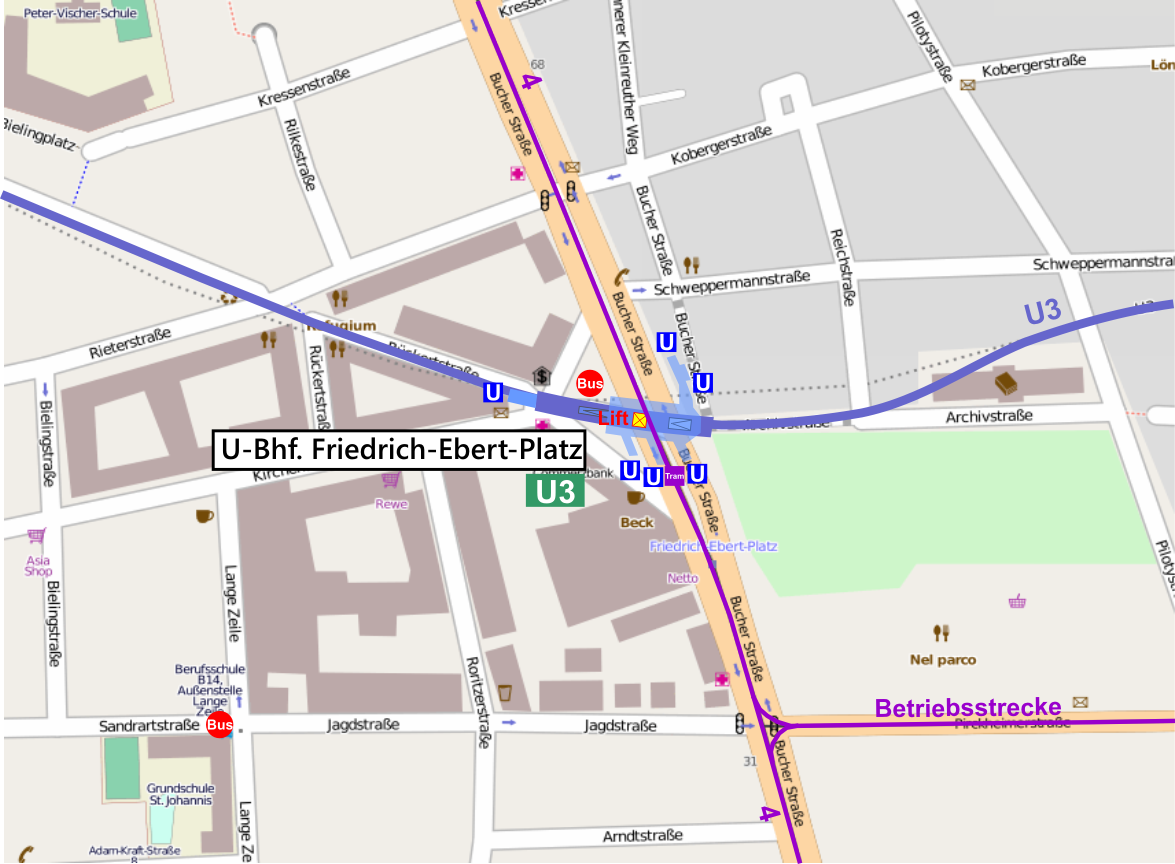
Lageplan U-Bf. Friedrich-Ebert-Platz

Der Bahnhof liegt auf der Grenze der Nürnberger Stadtteile St. Johannis und Gärten hinter der Veste und erstreckt sich unterirdisch in etwa Ost-West-Richtung unter dem Friedrich-Ebert-Platz. Vom westlichen Bahnsteigkopf führt ein Ausgang an die Gabelung Rückertstraße und Kirchenweg. Vom östlichen Bahnsteigkopf führt der Ausgang in ein Verteilergeschoss und von dort aus auf die Ost- und Westseite der Bucher Straße und zur Haltestelleninsel der Straßenbahn. Zusätzlich gibt es einen Aufzug von der Bahnsteigebene zur Haltestelleninsel.

## Bauwerk
Die Bauarbeiten für das 142 Meter lange und zehn Meter tiefe Bahnhofsbauwerk begannen im Juni 2007 und wurden in offener Bauweise mit Berliner Verbau und anschließender Deckelung ausgeführt. Für die Unterfahrung des Bahnhofs durch eine geplante U-Bahn- oder Stadtbahnstrecke gab es bauliche Vorleistungen.
Für die architektonische Ausgestaltung des Bahnhofs war das Nürnberger Architekturbüro stm Architekten zusammen mit dem Nürnberger Künstler Peter Kampehl verantwortlich. Der Bahnhof ist in warmen Rottönen gehalten und wird auf der Bahnsteigebene durch zwei Wandbilder von Peter Kampehl beherrscht. Auch weil dieser U-Bahnhof langfristig als Umsteigebahnhof konzipiert ist, wurde dieser, wie in Nürnberg üblich (siehe auch Orange Kacheln), in weiß-orangefarbener Ausführung erstellt.

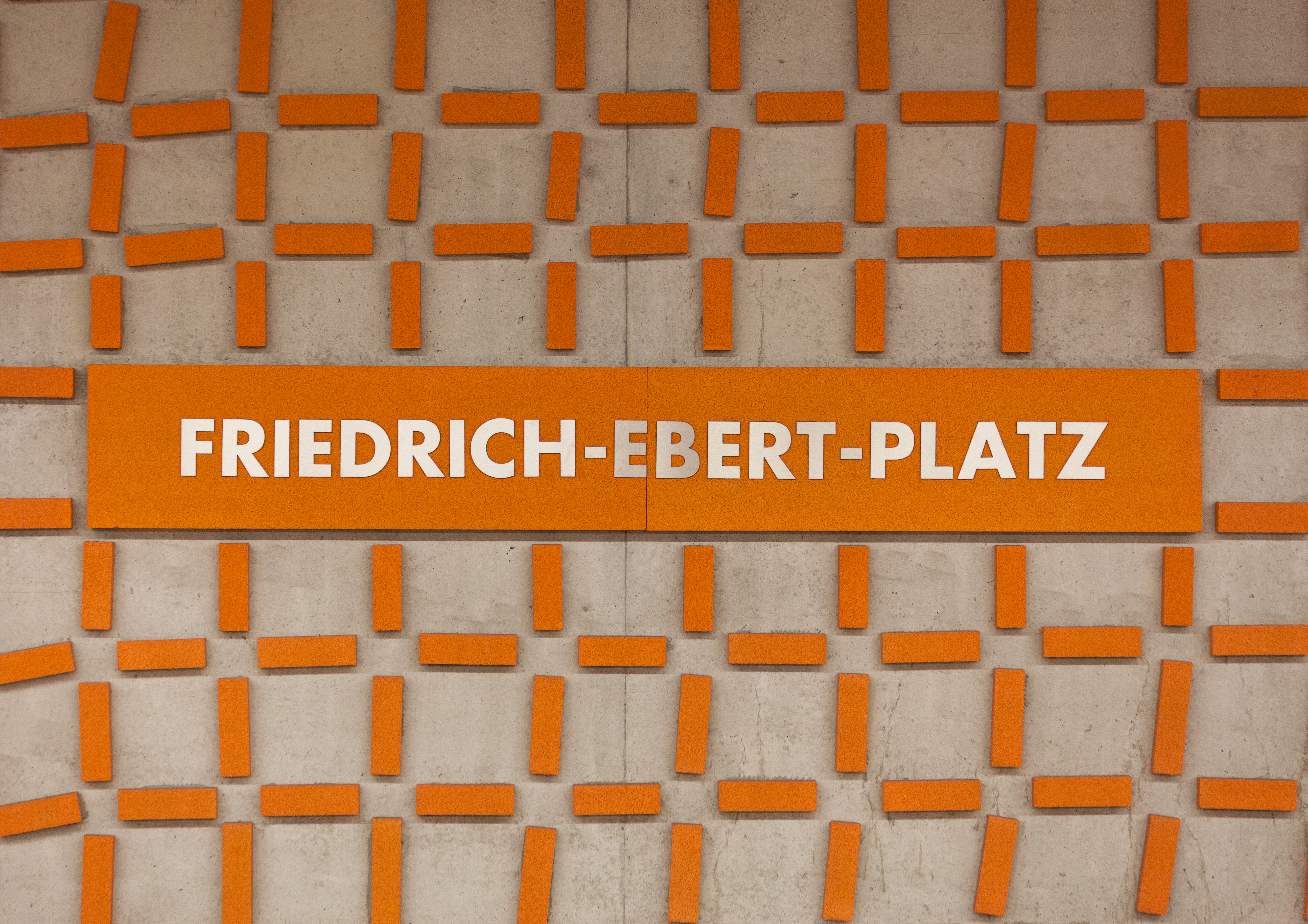
Stationsname an den Bahnsteigwänden
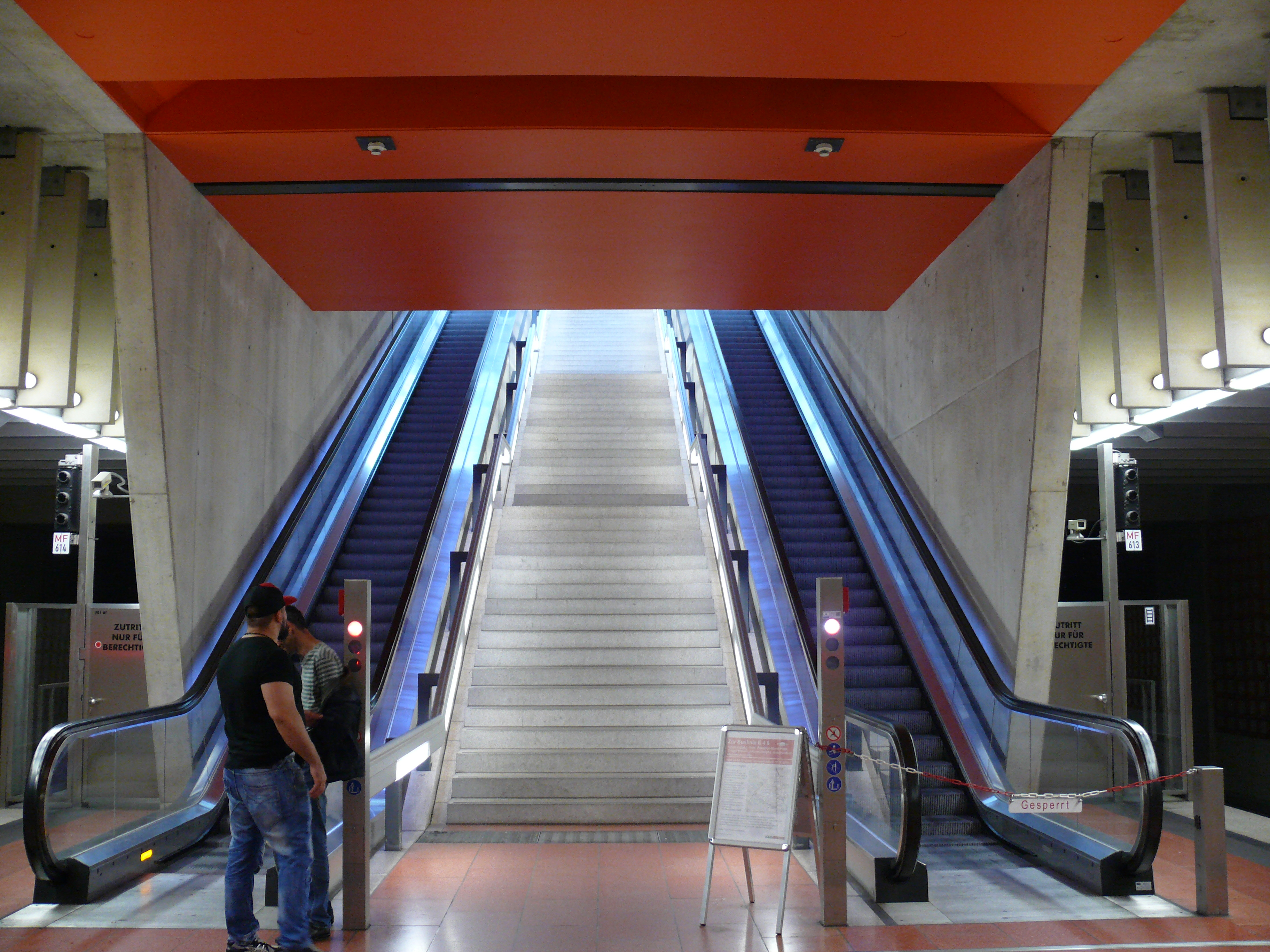
Aufgang von der Bahnsteigebene zur Oberfläche
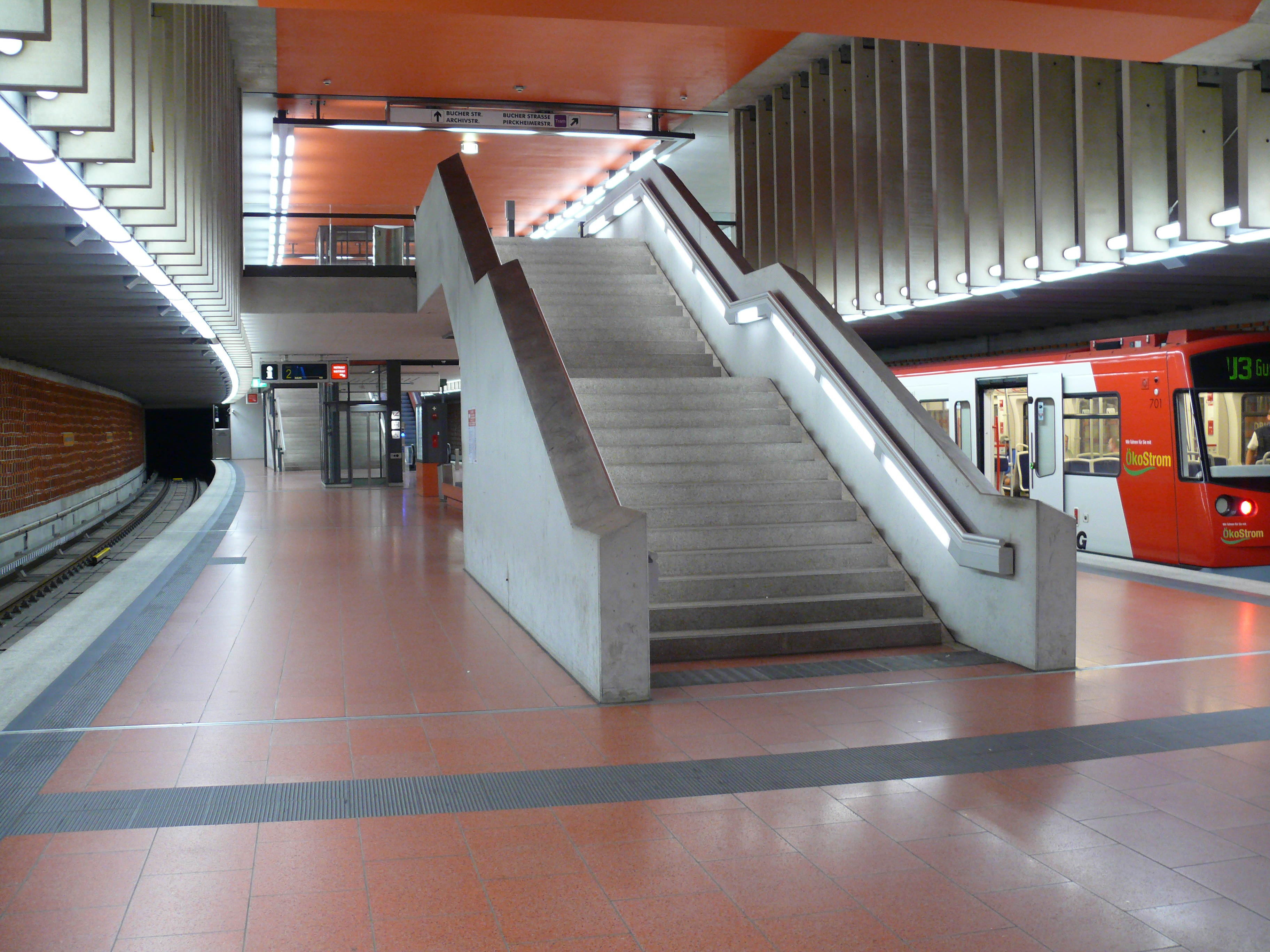
Aufgang von der Bahnsteigebene zum Verteilergeschoss
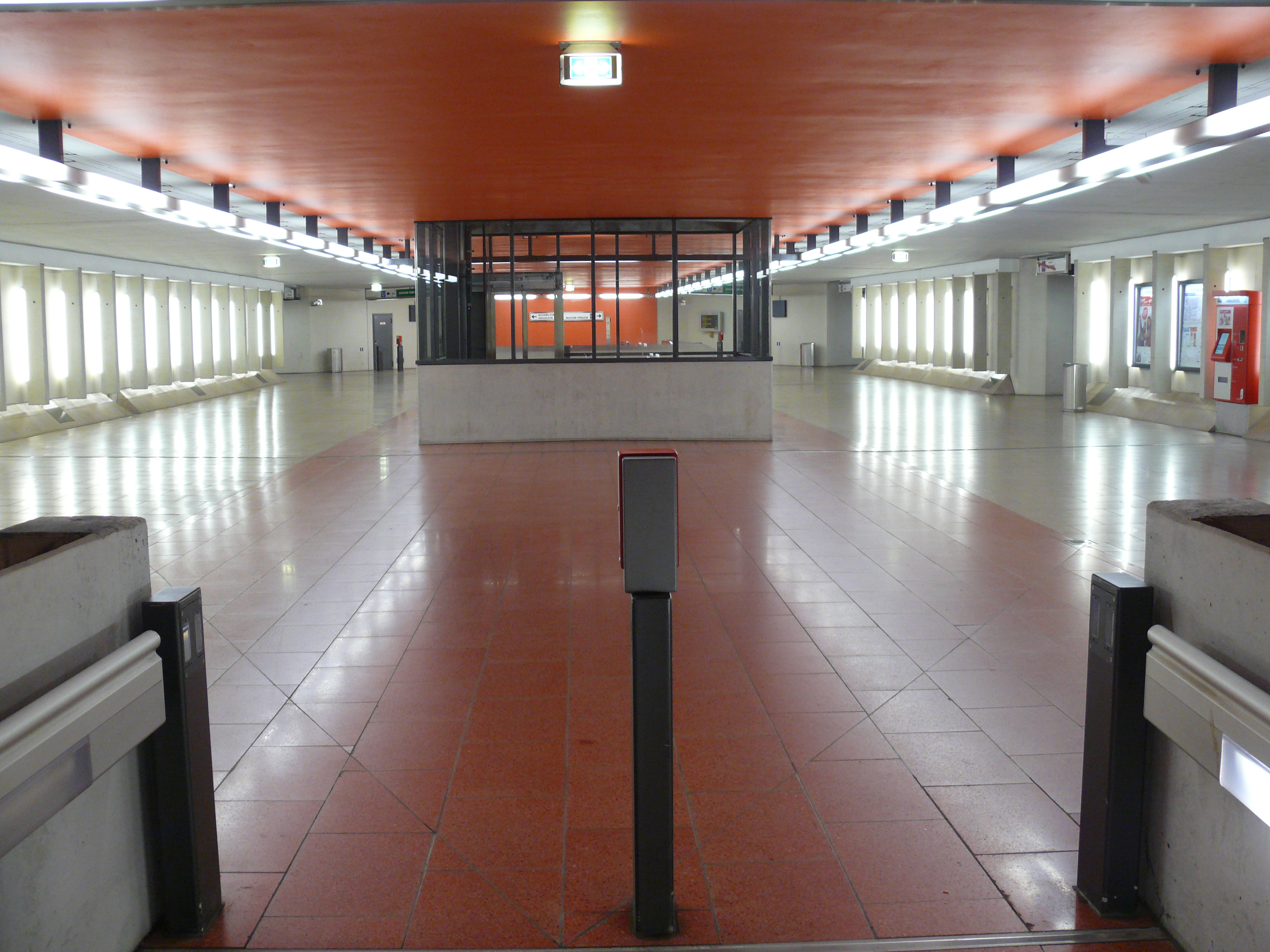
Verteilergeschoss
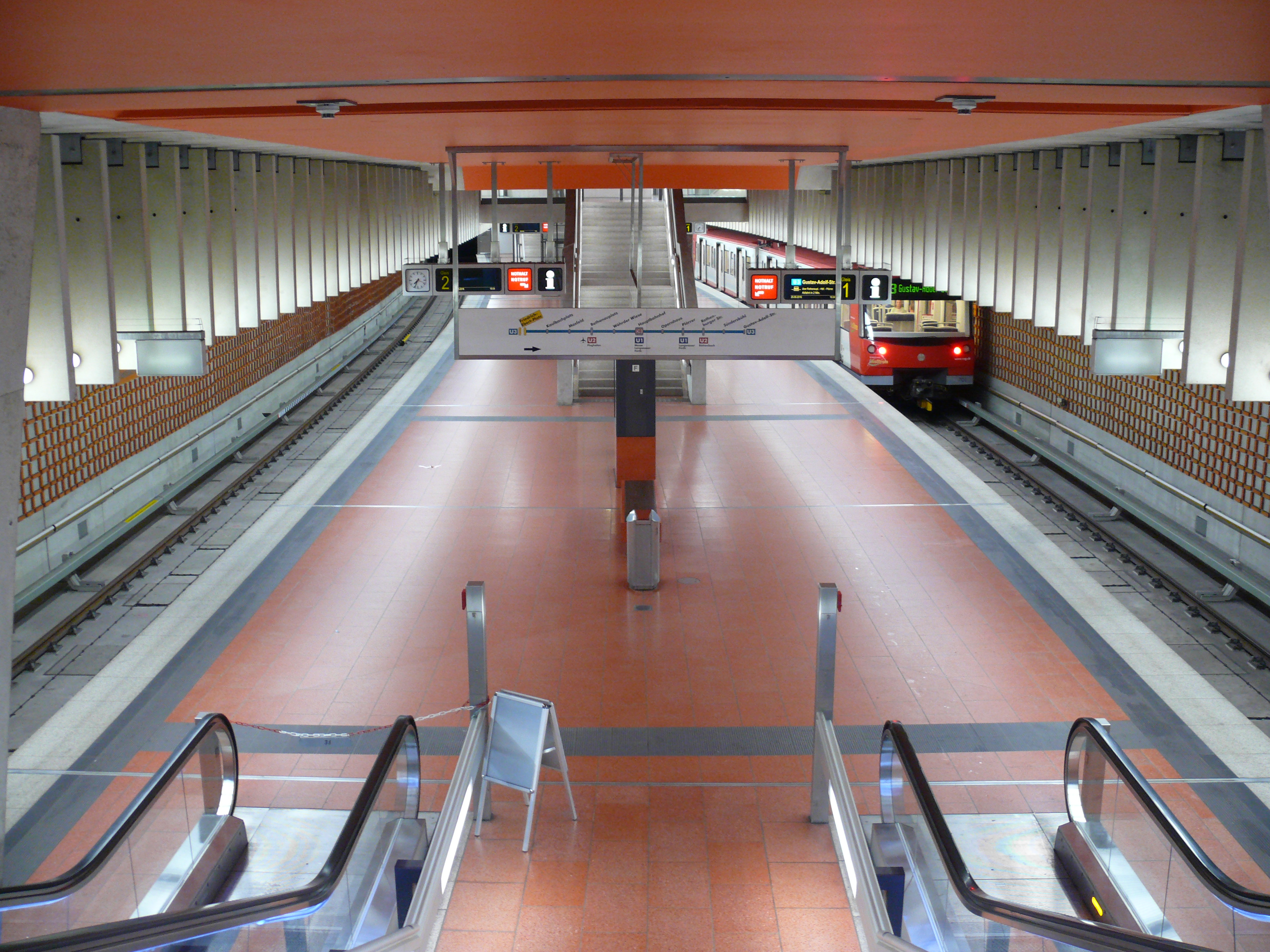
Blick auf die Bahnsteigebene
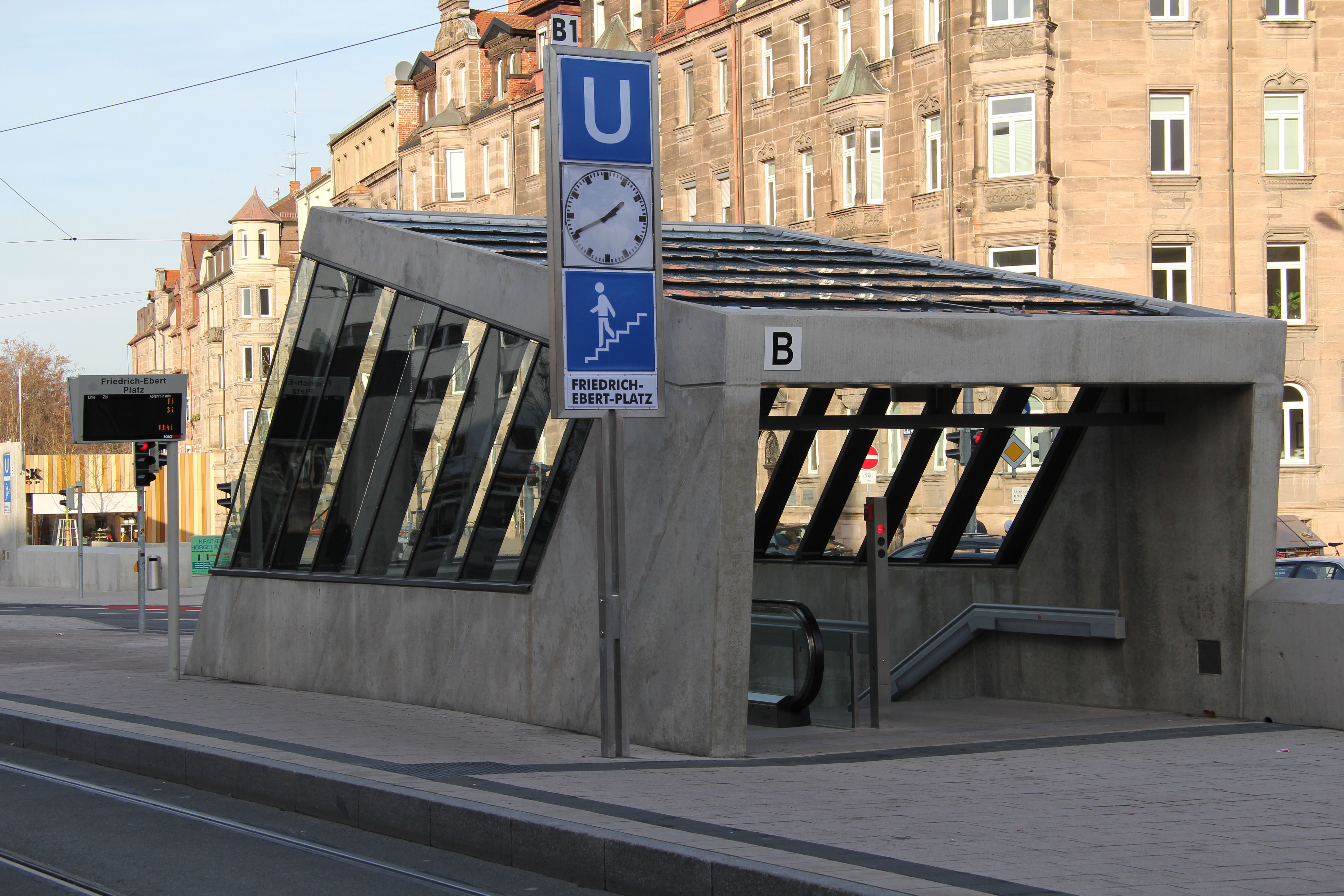
Zugang von der Haltestelleninsel

## Linien
| Linie | Verlauf | Takt                                             |
| ----- | --- | ------------------------------------------------ |
| U3    | Großreuth bei Schweinau – Gustav-Adolf-Straße – Sündersbühl – Rothenburger Straße – Plärrer – Opernhaus – Hauptbahnhof – Wöhrder Wiese – Rathenauplatz – Maxfeld – Kaulbachplatz – Friedrich-Ebert-Platz – Klinikum Nord – Nordwestring Stand: Fahrplanwechsel Dezember 2023 | 5 min 3–4 min (zur HVZ) 10 min (sonn-/feiertags) |

Der Bahnhof wird seit seiner Fertigstellung von der Linie U3 bedient.
Umsteigemöglichkeiten
| Linie               | Strecke | Takt                                       |
| ------------------- | --- | ------------------------------------------ |
| Straßenbahnlinie 4  | Gibitzenhof – Dianaplatz – Alemannenstraße – Brehmstraße – Landgrabenstraße – Steinbühl – Kohlenhof – Plärrer – Obere Turnstraße – Hallertor – Tiergärtnertor – Friedrich-Ebert-Platz – Juvenellstraße – Bucher Straße/Nordring – Thon – Cuxhavener Straße – Schleswiger Straße – Bamberger Straße – Am Wegfeld Stand: Fahrplanwechsel Dezember 2023 | 10 min (werktags) 20 min (sonn-/feiertags) |
| Straßenbahnlinie 10 | Dutzendteich – Fliegerstraße – Immelmannstraße – Scharrerstraße – Peterskirche – Harsdörfferplatz – Schweiggerstraße – Hummelsteiner Weg – Aufseßplatz – Christuskirche – Heynestraße – Landgrabenstraße – Steinbühl – Kohlenhof – Plärrer – Obere Turnstraße – Hallertor – Tiergärtnertor – Friedrich-Ebert-Platz – Juvenellstraße – Bucher Straße/Nordring – Thon – Cuxhavener Straße – Schleswiger Straße – Bamberger Straße – Am Wegfeld Stand: Fahrplanwechsel Dezember 2023 | 10 min (werktags) 20 min (sonn-/feiertags) |

An der Einmündung der Rückertstraße befindet sich die nördliche Endhaltestelle der Stadtbuslinie 34. Am Wochenende verkehrt hier zusätzlich die Nachtbuslinie „N10“.

## Gestaltung und Kritik

### Oberfläche

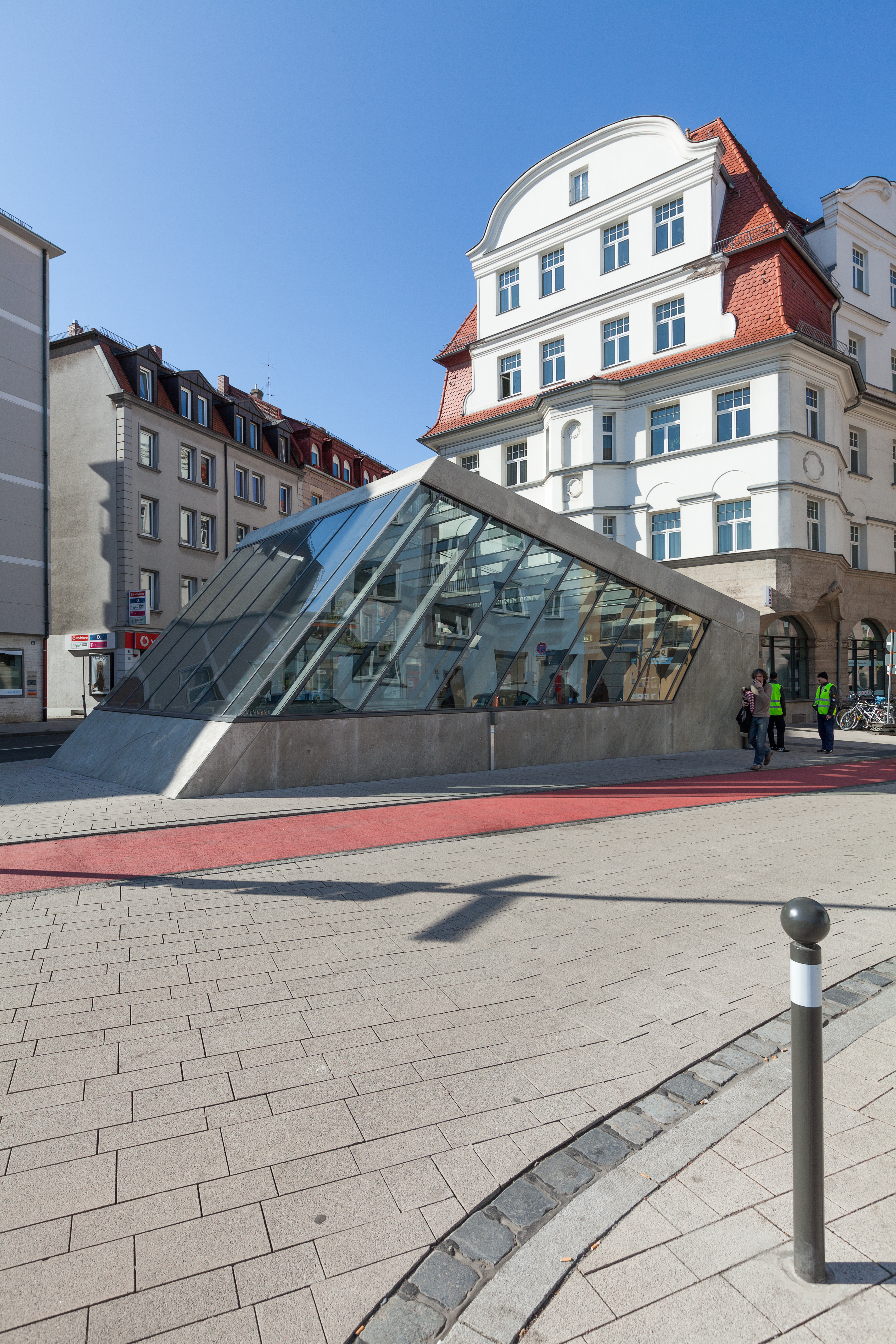
Westlicher Aufgang (A1) vor dem denkmalgeschützten Haus am Kirchenweg

Obwohl es sich um einen wichtigen Stadtteilplatz handelt, beschritt die Stadtverwaltung nicht den üblichen Weg, über einen Architektenwettbewerb nach der besten Lösung suchen zu lassen, sondern vergab direkte Planungsaufträge. Die Oberflächengestaltung des Platzes basiert auf einem Entwurf des Nürnberger Landschaftsarchitekturbüros Adler und Olesch. Die Form der Aufbauten des U-Bahnhofs auf der Platzoberfläche wurden durch das Architekturbüro Stößlein gestaltet, die Lage war durch den Entwurf des U-Bahn-Bauamtes der Stadt Nürnberg im Vorfeld vor ihrer architektonische Ausgestaltung bereits festgelegt. Die Zugangsbauten werden – unter anderem von den Nürnberger Nachrichten als „klotzig“ kritisiert.
Nach mehreren Planänderungen, die eine städtebauliche Integration des Aufgangs A1 zum Ziel hatten, führten die Architekten des Bahnhofs in einem Bericht für die Sitzung des Bau- und Vergabeausschusses der Stadt Nürnberg am 18. Oktober 2005 aus, dass der Aufgang A1 am Kirchenweg sich „bewusst vor die Jugendstilfassade“ stelle, wobei die Glas-Beton-Konstruktion nun auf Grund ihrer Transparenz „ein Durchblicken vom Friedrich-Ebert-Platz auf die dahinter befindliche“ Fassade ermögliche. In ihrer Entwurfsbeschreibung stellen die Architekten fest, dass „die Form des Aufgangs aufgrund der vorher bereits festgelegten und städtebaulich schwierigen Lage des Aufgangs (Ausrichtung und Nähe zur Umgebung)“ bewusst darauf abzielt, „dass der Aufgang als Objekt, das aus dem Untergrund auftaucht, wahrgenommen wird.“
Der Baukunstbeirat, ein unabhängiges Gremium aus Architekten, das den Stadtrat berät, führte nach der von Michael Stößlein beschriebenen Planänderung am 16. Juni 2005 in einer zweiten Stellungnahme unter anderem aus, dass das „Aufgangsbauwerk […] nun in seiner ‚objekthaften‘ transparenten und im Volumen reduzierten Ausformung im Zusammenspiel mit der dahinterstehenden Fassade“ angenehmer erscheine.
Diese Planungen wurden in der Sitzung des Stadtplanungsausschusses vom 2. April 2009 bestätigt, allerdings gegen die Stimmen der sechs Vertreter der CSU-Stadtratsfraktion im Ausschuss, die den Verlust von 13 Parkplätzen nicht hinnehmen wollten. Den Wegfall der Parkplätze begründete das Baureferat vor allem mit sonst nicht ausreichenden Aufstellflächen für die Feuerwehr und einer Verbesserung der Platzqualität.
Im Nachgang der Sitzung des Stadtplanungsausschusses vom 2. April 2009 wurde die Platzgestaltung, insbesondere die Anzahl der in Zukunft zur Verfügung stehenden PKW-Stellplätze, in der Lokalpresse aufgegriffen und eine ablehnende öffentliche Meinung dazu thematisiert, obwohl die Bauarbeiten zur Wiederherstellung des Friedrich-Ebert-Platzes nach dem U-Bahn-Bau noch nicht abgeschlossen waren. In der Berichterstattung wurde insbesondere die Ablehnung von Fraktionsmitgliedern mehrerer im Stadtrat vertretener Parteien wiedergegeben, die als Mitglieder verschiedener Ausschüsse unmittelbar an der hier skizzierten politischen Willensbildung beteiligt waren. In seiner Ansprache zur Eröffnung des Abschnittes Maxfeld – Friedrich-Ebert-Platz der U 3 bezeichnete Oberbürgermeister Dr. Maly die Oberflächengestaltung als „nicht gerade architekturpreisverdächtig“.
Ein Rückbau der Betonelemente ist geplant, jedoch auf Grund drohender Regressforderungen frühestens 2036 möglich.

### Aufzug
Der Aufzug steht aufgrund des Entwurfs des U-Bahn-Bauamtes der Stadt Nürnberg genau an der Schnittstelle zwischen dem Bahnsteig der U-Bahn-Linie U3 und der Wartefläche vor der Straßenbahnhaltestelle der Linie 4 und verbindet somit die beiden Haltestellen der öffentlichen Verkehrsmittel auf kürzestem Weg.
Das Baureferat reagierte auf Kritik an der gefährlichen Anordnung des ampelgesicherten Fußgängerüberweges von der neuen Straßenbahninsel nach Westen über die Bucher Straße. Die Fußgänger am Überweg konnten aufgrund des Aufzugsschachtes die Straße nicht einsehen; auch konnten sie von den nahenden Autofahrern nicht gesehen werden.